# Kleine Beer (sterrenbeeld)

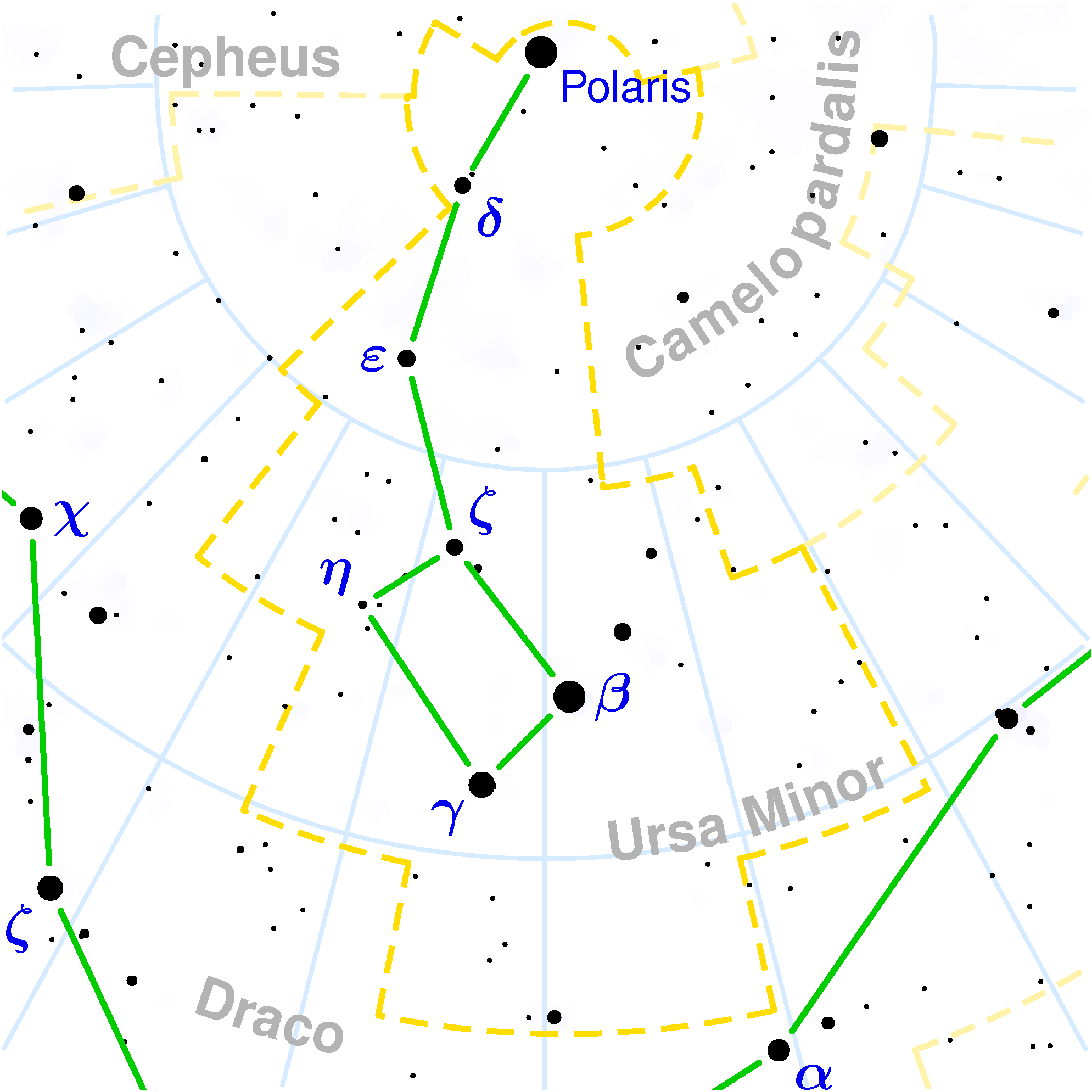
Kaart van het sterrenbeeld Kleine Beer.

De Kleine Beer (Ursa Minor, afkorting UMi) of de Kleine Steelpan, het Steelpannetje is een sterrenbeeld aan de noorderhemel, liggend tussen rechte klimming 00u00m en 24u00m en tussen declinatie +65° en de pool (+90°). Het grootste deel van het sterrenbeeld ligt ongeveer tussen rechte klimming 13u en 18u. Op de breedte van de Benelux is het sterrenbeeld circumpolair en bevat de noordelijke hemelpool die zich in de buurt bevindt van de ster Polaris. In 1950 was de afstand tussen deze ster en de pool 1°, maar door de precessie verandert deze afstand.
De Kleine Beer is een van de 48 klassieke sterrenbeelden die door Ptolemeus zijn beschreven.
Het sterrenbeeld dateert uit de oudheid, men denkt dat de Griekse filosoof Thales van Milete het sterrenbeeld ongeveer 600 v.Chr. heeft geïntroduceerd maar het zal al veel eerder bekend zijn geweest als navigatiemiddel voor zeevaarders.

## Mythologie
Callisto, een van de vriendinnen van Artemis, verloor haar maagdelijkheid aan Zeus die zich had vermomd als Artemis. Ze kreeg een kind en noemde hem Arcas. De woedende Hera veranderde Callisto in een beer. De zoon van Callisto, Arcas, doodde zijn moeder bijna toen hij aan het jagen was maar Zeus hield hem tegen en plaatste hen beiden aan de sterrenhemel als de Grote Beer en Kleine Beer. Hera, de vrouw van Zeus, was er niet blij mee dat Callisto en Arcas aan de hemel werden geplaatst dus vroeg ze Tethys om hulp. Tethys, een watergodin, vervloekte de beide sterrenbeelden om voor altijd om de hemelpool te draaien en nooit onder de horizon te verdwijnen.
Een ander verhaal vertelt dat de Grote en de Kleine Beer Ida en Adrasteia zijn, de twee nymfen die Zeus in zijn jeugd voedden op de berg Ida en als dank daarvoor aan het firmament zijn geplaatst.

## Sterren
(in volgorde van afnemende helderheid)
- Polaris (α, alpha Ursae Minoris, de Poolster)
- Kocab (β, beta Ursae Minoris)
- Pherkad (γ, gamma Ursae Minoris)
- Epsilon Ursae Minoris (een Algol type veranderlijke ster)
- Alifa al Farkadain (ζ, zeta Ursae Minoris)
- Yildun (δ, delta Ursae Minoris)
- Anwar al Farkadain (η, Eta Ursae Minoris)
- Pherkad Minor (11 Ursae Minoris)

## Bezienswaardigheden
- Het sterrenbeeld Kleine Beer wordt door amateur-astronomen gebruikt om de helderheid van de hemel te schatten. De sterren hebben helderheden tussen magnitude 2 en 6. Als al deze sterren goed zichtbaar zijn dat zou het een goede waarnemingsnacht kunnen zijn. Dit sterrenbeeld is vooral bekend omdat de Poolster er deel van uitmaakt.
- Elk jaar tussen 17 en 25 december, met een maximum op 23 december lijkt de meteorenzwerm Ursiden uit de richting van de Kleine Beer te komen. De zwerm is geassocieerd met de komeet 8P/Tuttle.
- Het asterism Mini Coathanger (op 16h 29m / +80° 15') is een verkleinde weergave van de eigenlijke Coathanger (Collinder 399) in Vulpecula (Vosje). Dit telescopisch object (Mini Coathanger) is vermeld in het magazine Sky & Telescope van Mei 1998, pagina 105.
- De Kleine Beer bevat enkele interessante extragalactische stelsels voor amateurs, waaronder een nabijgelegen melkwegstelsel genaamd Ursa Minordwerg.

## Telescopisch waarneembare objecten

### New General Catalogue(NGC)
- NGC 3172 is een sterrenstelsel dat de naam Polarissima (of Polarissima Borealis) heeft gekregen omdat het op vrij kleine radiale afstand tot de poolster (Alpha Ursae Minoris) staat.
- NGC 4972 is een lensvormig stelsel dat officieel in het sterrenbeeld Draak staat, maar in sommige bronnen vermeld is alszijnde een object in de Kleine Beer, temeer omdat het zich vrij dicht tegen Eugène Delporte's grenslijn bevindt. Dit stelsel kreeg ook het catalogusnummer NGC 4954.
- NGC 5034,
- NGC 5144, bestaat uit de stelsels NGC 5144A en NGC 5144B.
- NGC 5262, 3/4 graad noordnoordwestelijk van de variabele ster V Ursae Minoris.
- NGC 5314,
- NGC 5323,
- NGC 5340,
- NGC 5344, 3/4 graad oostzuidoostelijk van de variabele ster V Ursae Minoris.
- NGC 5385 is een open sterrenhoop in de Kleine Beer die echter niet werd opgenomen in Uranometria 2000.0 (eerste uitgave, 1987).
- NGC 5412,
- NGC 5415,
- NGC 5452,
- NGC 5479, te vinden in de zuidwestelijkste hoek van de begrenzing met het sterrenbeeld Draak.
- NGC 5547,
- NGC 5607,
- NGC 5620, vormt een wijd koppel met NGC 5671.
- NGC 5671, vormt een wijd koppel met NGC 5620.
- NGC 5712,
- NGC 5808 is hetzelfde object als NGC 5819.
- NGC 5819, 1 graad zuidzuidoostelijk van de ster β Ursae Minoris (Kochab).
- NGC 5832, 2 graden ten westen van de ster γ Ursae Minoris (Pherkad), iets westelijk van de quasar 3C 309.1.
- NGC 5836, een halve graad oostzuidoostelijk van de ster β Ursae Minoris (Kochab).
- NGC 5909 vormt een koppel met NGC 5912.
- NGC 5912 vormt een koppel met NGC 5909, dit koppel is te vinden in de rechthoek gevormd door de sterren β UMi (Kochab), γ UMi (Pherkad), ζ UMi (Akhfa Al Farkadain), en η UMi (Anwar Al Farkadain).
- NGC 5939,
- NGC 6011,
- NGC 6048, vormt een wijd koppel met NGC 6071.
- NGC 6068 vormt een koppel met NGC 6068A.
- NGC 6068A vormt een koppel met NGC 6068, dit koppel staat iets meer dan 1 graad noordnoordoostelijk van de ster ζ Ursae Minoris (Akhfa Al Farkadain).
- NGC 6071, vormt een wijd koppel met NGC 6048.
- NGC 6079, vormt een wijd koppel met NGC 6091. Het stelsel NGC 6079 staat officieel in het sterrenbeeld Draak, maar werd afgebeeld als zijnde een stelsel in het sterrenbeeld Kleine Beer op kaart 28 in Uranometria 2000.0 (eerste uitgave, 1987).
- NGC 6091, vormt een wijd koppel met NGC 6079 in het sterrenbeeld Draak.
- NGC 6094,
- NGC 6217,
- NGC 6251 vormt een koppel met NGC 6252.
- NGC 6252 vormt een koppel met NGC 6251, dit koppel staat op 3/4 graad noordwestelijk van de dubbelster ε Ursae Minoris.
- NGC 6324,
- NGC 6331.

### Index Catalogue (IC)
IC 945, IC 954, IC 1005 (= NGC 5607), IC 1046, IC 1083, IC 1110, IC 1114, IC 1129, IC 1139, IC 1143, IC 1145, IC 1154, IC 1164, IC 1187, IC 1200 (= NGC 6079), IC 1204, IC 4404, IC 4470, IC 4660
- Acht van de hierboven vermelde IC objecten zijn extragalactische stelsels, in 1888 ontdekt door de Amerikaanse astronoom Lewis A. Swift. Deze objecten zijn IC 945, IC 954, IC 1046, IC 1083, IC 1110, IC 1139, IC 1143 en IC 1154.
- Twee van de hierboven vermelde IC objecten zijn extragalactische stelsels die in 1887 werden ontdekt door Edward D. Swift, de zoon van Lewis Swift. Deze objecten zijn IC 1129 en IC 1145.
- Drie van de hierboven vermelde IC objecten zijn sterren, ontdekt, of eerder verkeerdelijk geïnterpreteerd, door de Franse astronoom Guillaume Bigourdan. Deze objecten zijn IC 1114 (ontdekt in 1889), IC 1164 (ontdekt in 1886) en IC 4404 (ontdekt in 1884). Guillaume Bigourdan had in het sterrenbeeld Kleine Beer echter ook drie extragalactische stelsels ontdekt die elk IC aanduidingen kregen. Deze objecten zijn IC 1187 (ontdekt in 1889), IC 1204 (ontdekt in 1889) en IC 4470 (ontdekt in 1887).
- Een van de hierboven vermelde IC objecten is een extragalactisch stelsel dat in 1895 werd ontdekt door de Britse astronoom Isaac Roberts. Dit object is IC 4660.
- Twee van de hierboven vermelde IC objecten zijn tevens NGC objecten die werden ontdekt door de Duits-Engelse astronoom William Herschel. Deze objecten zijn IC 1005 (NGC 5607) en IC 1200 (NGC 6079). Deze objecten werden ontdekt in 1785 en 1791.

## Aangrenzende sterrenbeelden
(met de wijzers van de klok mee)
- Cepheus
- Giraffe (Camelopardalis)
- Draak (Draco)